# キアナ・ジェームス
キアナ・ジェームス（Kiana James、1997年5月23日 - ）は、アメリカ合衆国アイオワ州スーシティ出身のプロレスラー。現在はRAWで活動している。本名はケイラ・クリンゲンスミス（Kayla Klingensmith）、旧姓はインレイ（Inlay）。

## 来歴

### AEW
AEWダークの2021年9月21日、クリンクは、エスティナ・ケイというリングネームでデビューを果たしたが、ザ・バニーに敗れた。

### WWE
2022年2月1日、ケイラ・インレイとしてデビューしたが、SARRAYに敗れた。その後、キアナ・ジェームズと改名した。5月17日にNXT女子ブレイクアウト・トーナメントでデビューし、最初のラウンドでロクサーヌ・ペレスに敗れた。6月24日、ブルックリン・バーロウを破った。7月19 日、20人の女性バトルロイヤルに参加したが、ファロン・ヘンリーがニッキータ・ライオンズによって脱落させられた。8月9日と、9月13日にアリアナ・グレイスとチームを組み、ライオンズとゾーイ・スタークとのタッグマッチで戦ったが、敗北。ジェームズはWWEメインイベントでダナ・ブルックと対戦して勝利した。11月29日、 ヘンリーを破った。NXT デッドラインで女子アイアン・サバイバー・チャレンジに参加したが、敗北。12月27日、ヘンリーとの試合を行ったが、敗北した。
2023年1月10日のニュー・イヤーズ・イーヴィルで、20人の女性バトルロイヤルに出場したが、ライラ・ヴァルキュリアにより脱落させられた。2月5日、NXTベンジャンス・デイで、ジェームズとファロン・ヘンリーは、カタナ・チャンスとケイデン・カーターを破り、NXT女子タッグチーム王座を獲得した。

## 獲得タイトル
WWE
- NXT女子タッグチーム王座 : 1回 (w /ファロン・ヘンリー）

## 入場曲
- House Trap